# 女ざかり (テレビドラマ)
『女ざかり』（おんなざかり）は、1984年4月9日から同年7月30日まで、日本テレビ系列の「月曜スター劇場」（毎週月曜日21:00 - 21:54の枠で放映されたテレビドラマ。全17回。

## 概要・内容
小説家・森瑤子の脚本描き下ろしによる作品。本作は同じ1984年に角川書店より書籍化もされた。
キャッチフレーズは「36歳・女は美しく生まれ変わる」。寝具店を経営しながら離婚調停の最中の主婦・乃里子、一流商社マンが夫の専業主婦・加世、テレビリポーターを務める独身女性・麻子の3人が、女盛りと言われる年齢の最中でありながら、自分探しに悪戦苦闘。その様子を周りの人々と共に描いた。
乃里子、加世、麻子の3人は同じ高校の同級生同士。乃里子は夫・治夫の浮気に悩んでいたが、陸上選手でもある娘・亜矢に修平が指導に当たっていることを知った加世は夫・修平と乃里子の関係を邪推。そんな中、愛人の元で生活していた治夫が家に戻り、寝具店改装に反対し、折り合いの悪かった姑・わかも家を出て行ってしまい、家族の関係は悪化。乃里子は友人に勧められてカウンセラーの指導を受け始めるが、そのような中で乃里子は初恋の人に再会する。

## 出演
- 辻井乃里子：いしだあゆみ
- 江崎加世：音無美紀子
- 小島麻子：木内みどり
- 今井美智世：辺見マリ
- 吉村和美：田中美佐子
- 辻井亜矢：三上亜矢（新人）
- 中村太郎：野々村誠
- 柴光太：塩屋智章
- ：石田太郎
- ：真理明美
- 中村良子：円浄順子
- ：小池雄介
- ：浅沼晋平
- 真理子：豊泉京子
- ：池田満寿夫（特別出演）
- 辻井治夫：津川雅彦
- ：サイトウヒロシ
- ：兼古いづみ
- ：六浦誠
- ：広瀬珠実
- ：矢野和弘
- ：水谷公穂
- ：赤木葉子
- ：五味正雄
- ：長野晶子
- ：菊地晃子
- ：江口高信
- ナカライプロ
- 庄司睦子：野際陽子
- 辻井わか：加藤治子（特別出演）
- 江崎修平：近藤正臣

（出典：）

## スタッフ
- 原案：石松愛弘

- 脚本：森瑤子

- 音楽：羽田健太郎

- タイトル画：池田満寿夫

- 企画：梅谷茂

- プロデューサー：深山由美子

- 技術：小笠原滋
- カメラ：飯山孫八
- 照明：伊藤正雄

- 音声：佐藤廣吉
- 調整：小松昭三
- 編集：中村勇

- 美術：石井康博、豊島紘武
- 装置：黒田一生

- 装飾：佐藤八四三
- 衣裳：飯島敏秀
- メーク：佐藤愛子
- 撮影効果：スーパードライバーズ

- 音楽効果：門司正一
- 記録：古川君子
- 制作主任：篠崎幸生
- 演出補：宮崎徹

- 制作協力：生田スタジオ
- 協力：Elegance
- 衣裳協力：ミカレディ、グラン山貴

- 制作：山本時雄
- 演出：嶋村正敏、佐光千尋、宮崎徹
- 制作：日本テレビ

主題歌
- 「萎えて女も意志をもて」ジューシィフルーツ （作詞・作曲：桑田佳祐　編曲：桑田佳祐・八木正生　発売：コロムビアレコード）

## サブタイトル
| 話数   | 放送日        | タイトル                                           | 演出     |
| ------ | ------------- | -------------------------------------------------- | -------- |
| 第1回  | 1984年4月9日  | （サブタイトル無し）                               | 嶋村正敏 |
| 第2回  | 1984年4月16日 | みんなが私を憎む                                   | 嶋村正敏 |
| 第3回  | 1984年4月23日 | 私はだまされた!?                                   | 嶋村正敏 |
| 第4回  | 1984年4月30日 | 嫉妬は女の最低の戦略                               | 佐光千尋 |
| 第5回  | 1984年5月7日  | 私の夫から手を引いて                               | 佐光千尋 |
| 第6回  | 1984年5月14日 | 夫が愛人といる所を見てしまった                     | 佐光千尋 |
| 第7回  | 1984年5月21日 | 子供にかこつけてホテルで逢びき?                    | 嶋村正敏 |
| 第8回  | 1984年5月28日 | 親友に恋人を奪われて、私は死んだも同然だった!!     | 嶋村正敏 |
| 第9回  | 1984年6月4日  | じゃれる夫と女を見た時、妻は男に抱かれる決意をした | 嶋村正敏 |
| 第10回 | 1984年6月11日 | 夫は私の浮気を感づいた!                            | 佐光千尋 |
| 第11回 | 1984年6月18日 | ママ、わたし歩けない!                              | 佐光千尋 |
| 第12回 | 1984年6月25日 | 不倫の恋の喜びと痛みと                             | 佐光千尋 |
| 第13回 | 1984年7月2日  | 別れた後は躰が揺れる                               | 宮崎徹   |
| 第14回 | 1984年7月9日  | パパを返して下さい!                                | 嶋村正敏 |
| 第15回 | 1984年7月16日 | 人生を狂わせた妻の嘘                               | 嶋村正敏 |
| 第16回 | 1984年7月23日 | 俺を夫として受け入れられるか                       | 佐光千尋 |
| 第17回 | 1984年7月30日 | 貴女はまだ充分若いですよ!?                         | 佐光千尋 |